# Teemu Selänne
Teemu Ilmari Selänne (wym. [ˈteːmu ˈilmɑri ˈselænːe], ur. 3 lipca 1970 w Helsinkach) – fiński hokeista, reprezentant Finlandii, sześciokrotny olimpijczyk.
Jego synowie Eemil (ur. 1996) i Eetu (ur. 1997) także zostali hokeistami.

## Kariera klubowa
- Jokerit U18 (1986–1987)
- Jokerit U20 (1986–1991)
- Jokerit (1988–1992)
- Winnipeg Jets (1992–1994)
- Jokerit (1994)
- Winnipeg Jets (1994–1996)
- Mighty Ducks of Anaheim (1996–2001)
- San Jose Sharks (2001–2003)
- Colorado Avalanche (2003–2004)
- Anaheim Ducks (2005–2014)

Wychowanek klubu EPS. Od 1986 zawodnik Jokeritu. W jego barwach w rodzimych rozgrywkach SM-liiga rozegrał łącznie cztery niepełne sezony. W międzyczasie w drafcie NHL z 1988 został wybrany przez Winnipeg Jets. W 1992 wyjechał do Kanady i rpzpoczął w tym klubie grę w lidze NHL. Rozegrał w nim cztery sezony, po czym w 1996 przeniósł się do Anaheim Ducks, gdzie grał przez pięć lat. Od 2001 do 2004 występował w dwóch innych amerykańskich klubach, San Jose Sharks i Colorado Avalanche. W 2005 został ponownie zawodnikiem Anaheim Ducks. W ostatnich latach przedłużał kontrakt z klubem o rok: 2010, 2011, 2012, 2013. Prolongując umowę w sierpniu 2013 zapowiedział, że sezon NHL (2013/2014) będzie jego ostatnim w barwach Ducks (piętnasty) i w ogólne w karierze (w NHL jako 21). W maju 2014, po odpadnięciu Anaheim z fazy play-off, ogłosił zakończenie kariery. Decyzję potwierdził w listopadzie 2014.

## Kariera reprezentacyjna
Wielokrotny reprezentant Finlandii. Uczestniczył w turniejach mistrzostw świata w 1991, 1996, 1999, 2003 i 2008 oraz zimowych igrzysk olimpijskich 1992, 1998, 2002, 2006, 2010, 2014.
Czterokrotny medalista olimpijski: brąz (Nagano 1998, Vancouver 2010, Soczi 2014) i srebro (Turyn 2006); do tego wybrany najlepszym napastnikiem drugiego z turniejów. Podczas swoich występów na Igrzyskach Olimpijskich zdobył rekordową liczbę 37 punktów.
Do 2014 był jednym z siedmiu hokeistów w historii, którzy wystąpili aż w pięciu turnieju zimowych igrzysk olimpijskich. W lutym 2014 uczestnicząc w ZIO 2014 w Soczi wyrównał rekord występów na igrzyskach należący dotychczas do jego rodaka Raimo Helminena. Strzelając gola w meczu o trzecie miejsce na igrzyskach w Soczi 22 lutego 2014 został najstarszym strzelcem oraz najstarszym medalistą w historii turniejów olimpijskich – liczył wówczas 43 lata i 234 dni (poprzednim rekordzistą był Igor Łarionow – 41 lat i 83 dni na ZIO 2001). Został wybrany Najbardziej Wartościowym Zawodnikiem (MVP) turnieju, a podczas ceremonii zakończenia igrzysk niósł flagę swojego kraju.
Dwukrotny medalista mistrzostw świata: srebro (Norwegia 1999) i brąz (Kanada 2008).

## Sukcesy

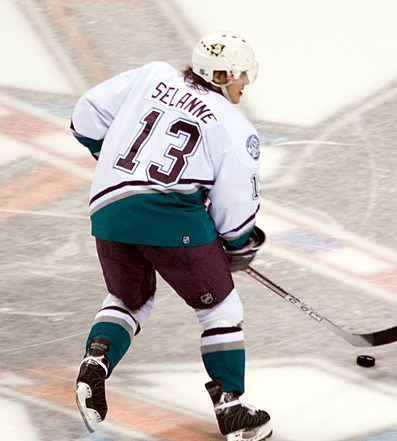
Teemu Selänne w meczu przeciwko San Jose Sharks (2006)

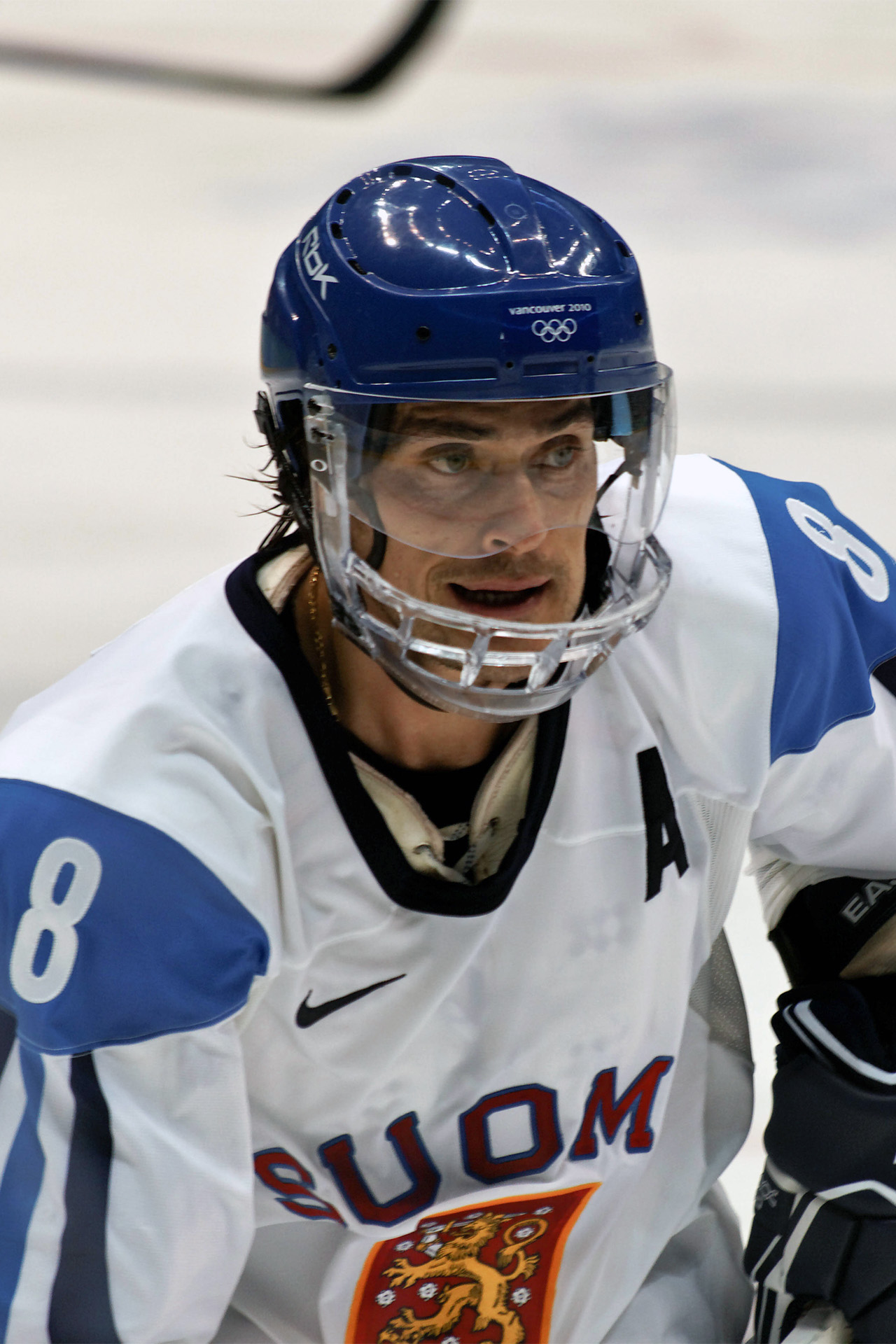
Teemu Selänne w barwach reprezentacji Finlandii podczas ZIO 2010

Reprezentacyjne
- Srebrny medal mistrzostw Europy juniorów do lat 18: 1988
- Brązowy medal zimowych igrzysk olimpijskich: 1998, 2010, 2014
- Srebrny medal mistrzostw świata: 1999
- Srebrny medal Pucharu Świata: 2004
- Srebrny medal zimowych igrzysk olimpijskich: 2006
- Brązowy medal mistrzostw świata: 2008

Klubowe
- Złoty medal mistrzostw Finlandii: 1992 z Jokeritem
- Srebrny medal mistrzostw Finlandii: 1995 z Jokeritem
- Puchar Stanleya: 2007 z Anaheim Ducks

Indywidualne
- Mistrzostwa Europy juniorów do lat 18 w hokeju na lodzie 1988:
  - Drugie miejsce w klasyfikacji strzelców turnieju: 7 goli
  - Pierwsze miejsce w klasyfikacji asystentów turnieju: 9 asyst
  - Pierwsze miejsce w klasyfikacji kanadyjskiej turnieju: 16 punktów
  - Skład gwiazd turnieju[14]
- SM-liiga 1990/1991:
  - Skład gwiazd ligi
  - Najuczciwszy zawodnik / dżentelmen sezonu (Trofeum Raimo Kilpiö)
  - Kultainen kypärä (Złoty Kask)
- Hokej na lodzie na Zimowych Igrzyskach Olimpijskich 1992
  - Pierwsze miejsce w klasyfikacji strzelców turnieju: 7 goli (ex aequo)
- SM-liiga 1991/1992:
  - Pierwsze miejsce w klasyfikacji strzelców w sezonie zasadniczym: 39 goli (Trofeum Aarnego Honkavaary)
  - Skład gwiazd ligi
- NHL (1992/1993):
  - NHL All-Rookie Team
  - Calder Memorial Trophy
  - Pierwsze miejsce w klasyfikacji strzelców w sezonie zasadniczym: 76 goli (ex aequo z Aleksandrem Mogilnym)
  - Pierwsze miejsce w klasyfikacji strzelców wśród pierwszoroczniaków: 76 goli (rekord ligi)
- Hokej na lodzie na Zimowych Igrzyskach Olimpijskich 1998
  - Pierwsze miejsce w klasyfikacji kanadyjskiej turnieju: 10 punktów (ex aequo z Saku Koivu)
- NHL (1997/1998):
  - Pierwsze miejsce w klasyfikacji strzelców w sezonie zasadniczym: 52 gole (ex aequo z Peterem Bondrą)
- NHL (1998/1999):
  - Pierwsze miejsce w klasyfikacji strzelców w sezonie zasadniczym: 47 goli
  - Maurice ‘Rocket’ Richard Trophy
- Mistrzostwa Świata w Hokeju na Lodzie 1999:
  - Najbardziej Wartościowy Gracz turnieju
  - Skład gwiazd turnieju
- NHL All-Star Game: 1993, 1994, 1997, 1998, 1999, 2000, 2002, 2003
- Mistrzostwa Świata w Hokeju na Lodzie 2003
  - Pierwsze miejsce w klasyfikacji strzelców turnieju: 8 goli
- NHL (2005/2006):
  - Bill Masterton Memorial Trophy
- Hokej na lodzie na Zimowych Igrzyskach Olimpijskich 2006:
  - Pierwsze miejsce w klasyfikacji strzelców turnieju: 6 goli (ex aequo z Olli Jokinen)
  - Pierwsze miejsce w klasyfikacji kanadyjskiej turnieju: 11 punktów (ex aequo z Saku Koivu)
  - Najlepszy napastnik turnieju
  - Skład gwiazd turnieju
- NHL (2006/2007):
  - Pierwsze miejsce w klasyfikacji strzelców zwycięskich goli: 10 goli
- Hokej na lodzie na Zimowych Igrzyskach Olimpijskich 2014 – turniej mężczyzn:
  - Czwarte miejsce w klasyfikacji strzelców turnieju: 4 gole
  - Piąte miejsce w klasyfikacji kanadyjskiej turnieju: 6 punktów
  - Najbardziej Wartościowy Zawodnik (MVP) turnieju
  - Skład gwiazd turnieju

Wyróżnienia i upamiętnienie
- Seagate Technology „Sharks Player of the Year” Award: 2003
- Jego macierzysty klub Jokerit zastrzegł dla zawodników numer 8, z którym występował Selänne.
- W 2014 amerykański klubu Anaheim Ducks zastrzegł dla zawodników numer 8, z którym występował Selänne w latach 2005–2014[15][16]
- Została ustanowiona Nagroda Teemu Selänne, przyznawana dla najlepszego zawodnik juniorskich rozgrywek w Finlandii dla zawodników do lat 20 – Jr. A SM-liiga[17].
- Galeria Sławy IIHF: 2017[18]
- Hockey Hall of Fame: 2017[19]